# Вільямсбург (Колорадо)
Вільямсбург (англ. Williamsburg) — місто (англ. town) в США, в окрузі Фремонт штату Колорадо. Населення — 731 особа (2020).

## Географія
Вільямсбург розташований за координатами 38°23′2″ пн. ш. 105°10′16″ зх. д. / 38.38389° пн. ш. 105.17111° зх. д. (38.383984, -105.171179).  За даними Бюро перепису населення США в 2010 році місто мало площу 9,24 км², уся площа — суходіл.

## Демографія
Згідно з переписом 2010 року, у місті мешкали 662 особи в 259 домогосподарствах у складі 193 родин. Густота населення становила 72 особи/км².  Було 280 помешкань (30/км²).
Расовий склад населення:
| - 93,1 % — білих - 0,8 % — корінних американців - 0,2 % — азіатів - 3,3 % — осіб інших рас |

До двох чи більше рас належало 2,7 %. Частка іспаномовних становила 10,0 % від усіх жителів.
За віковим діапазоном населення розподілялося таким чином: 21,3 % — особи молодші 18 років, 61,0 % — особи у віці 18—64 років, 17,7 % — особи у віці 65 років та старші. Медіана віку мешканця становила 47,4 року. На 100 осіб жіночої статі у місті припадало 101,8 чоловіків;  на 100 жінок у віці від 18 років та старших — 95,9 чоловіків також старших 18 років.
Середній дохід на одне домашнє господарство  становив 65 302 долари США (медіана — 47 417), а середній дохід на одну сім'ю — 63 395 доларів (медіана — 47 417). Медіана доходів становила 41 875 доларів для чоловіків та 40 417 доларів для жінок. За межею бідності перебувало 9,7 % осіб, у тому числі 6,8 % дітей у віці до 18 років та 1,4 % осіб у віці 65 років та старших.
Цивільне працевлаштоване населення становило 214 особи. Основні галузі зайнятості: публічна адміністрація — 16,8 %, роздрібна торгівля — 15,4 %, освіта, охорона здоров'я та соціальна допомога — 15,0 %.